# 1713 en santé et médecine
| Années de la santé et de la médecine : 1710 - 1711 - 1712 - 1713 - 1714 - 1715 - 1716    |
| Décennies de la santé et de la médecine : 1680 - 1690 - 1700 - 1710 - 1720 - 1730 - 1740 |

Cet article présente les faits marquants de l'année 1713 en santé et médecine.

## Événements
- René-Antoine Ferchault de Réaumur démontre la corrélation existant entre l'action du suc gastrique et sa composition[1].
- Emmanuel Timoni se fait le défenseur de la variolisation en expliquant que les femmes circassiennes la pratiquent pour ne pas être défigurées par la variole[1].
- L'expression anatomie pathologique est créée par Friedrich Hoffmann[1].

## Publications
- Dominique Anel pratique pour la première fois un cathétérisme d'une fistule lacrymale et décrit l'intervention dans Nouvelle méthode de guérir les fistules lacrymales[2].
- William Cheselden publie The anatomy of the human body qui devient un livre populaire d'anatomie, en partie parce qu'il a été écrit en anglais plutôt qu'en latin[3].

## Naissances

### Non précisé
- Anthony Addington (mort en 1790), médecin anglais qui accorda une attention particulière au traitement de la folie et fut appelé à voir George III lorsqu'il présenta des signes de démence.